# 12934 Bisque
12934 Bisque este un asteroid din centura principală de asteroizi.

## Descriere
12934 Bisque este un asteroid din centura principală de asteroizi. A fost descoperit pe 11 octombrie 1999 la Fountain Hills (Arizona) de Charles W. Juels. Asteroidul prezintă o orbită caracterizată de o semiaxă mare de 2,22 ua, o excentricitate de 0,10 și o înclinație de 2,2° în raport cu ecliptica.